# Sit żabi
Sit żabi (Juncus ranarius Songeon & E.P.Perrier) – gatunek rośliny z rodziny sitowatych. Jako gatunek rodzimy występuje w Eurazji i Afryce Północnej; zawleczony do Ameryki Północnej.
W Polsce jest gatunkiem nieczęstym; rośnie głównie na wybrzeżu Bałtyku.

## Morfologia
ŁodygaDo 25 cm wysokości.
LiścieDolne pochwy liściowe ciemnoczerwone, bez uszek. Liście szczeciniaste, rynienkowate, płaskie.
KwiatyDziałki wewnętrzne okwiatu krótsze od torebki; działki zewnętrzne okwiatu nie krótsze od torebki. Dwa łuskowate podkwiatki.
OwocPodługowata, zwężona w nasadzie torebka o długości 3,5-5 mm.

## Biologia i ekologia
Roślina jednoroczna. Kwitnie od czerwca do września. Rośnie na wilgotnych, słonych łąkach i przydrożach. Liczba chromosomów 2n =34. Gatunek charakterystyczny słonoroślowych łąk i szuwarów z klasy Asteretea tripolium.

## Zagrożenia i ochrona
Roślina umieszczona na polskiej czerwonej liście w kategorii DD (stopień zagrożenia nie może być ustalony).